# Асгар Легари против Пакистана
Асгар Легари против Пакистана — дело рассматривалось в 2015 году в Высшем суде Лахора (Пенджаб, Пакистан), в котором было постановлено, что правительство нарушило Национальную политику в области изменения климата от 2012 года и Основы реализации политики в области изменения климата (2014—2030 годы), не достигнув целей, установленных в программе. В ответ на это суд потребовал сформировать Комиссию по изменению климата, чтобы помочь Пакистану в достижении климатических целей страны.

## Предыстория
Студент юридического факультета Асгар Легари в штате Пенджаб (Пакистан) заявил, что посевы находятся под угрозой из-за нехватки воды и усиление штормов, которые возникли в результате изменения климата. Он подал петицию о том, что его основные права были нарушены из-за пренебрежения государством политики в области изменения климата.
Он написал, что правительство проявило «бездействие, промедление и несерьезность» перед лицом проблем, связанных с изменением климата. Легари считал, что это бездействие угрожает продовольственной, водной и энергетической безопасности нации.
Ранее политика в области изменения климата в Пакистане оставалась на усмотрение отдельных провинций. Однако исследование, проведенное Лахорским университетом и Всемирным фондом дикой природы (WWF) показало, что ни в одной из провинций нет действительно действующей политики в области изменения климата.

## Решение
Высший суд Лахора постановил, что правительству необходимо обеспечить выполнение политики 2012 года. Судья Сайед Мансур Али Шах заявил, что изменение климата «представляет собой наиболее серьёзную угрозу, с которой сталкивается Пакистан». Судья потребовал, чтобы каждый департамент назначил человека для обеспечения реализации политики и создания списка «пунктов действий» в области борьбы с изменением климата до 31 декабря 2015 года.
В соответствии с судебным решением также была создана Комиссия по изменению климата, состоящая из НПО, технических экспертов и представителей министерств, чтобы следить за прогрессом правительства в области борьбы с изменением климата.